# Zidanšek
Zidanšek je priimek, ki ga je v letu 2021 v Sloveniji imelo 174 oseb, kar ga po pogostosti uvršča na 2554. mesto med slovenskimi priimki.
- Aleksander Zidanšek (*1965), fizik, univ. prof. (UM)
- Josip Zidanšek (1883–1944), agronom
- Josip Zidanšek (1885–1930), duhovnik in biblicist
- Miloš Zidanšek (1909–1942), politični delavec, komunist, partizan, prvoborec in narodni heroj
- Tamara Zidanšek (*1997), tenisačica